# Jagul
Jagul is een bestuurslaag in het regentschap Kediri van de provincie Oost-Java, Indonesië. Jagul telt 2692 inwoners (volkstelling 2010).